# Pere Bonastre i Canosa
Pere Bonastre i Canosa (Anglesola, Urgell, 12 de juny de 1817 - Madrid) fou un cantant.
Encara que sabem que va néixer a Anglesola no hi ha dades sobre quina va ser la seva formació, també és un dubte si el poble que es coneix com el de naixement és el poble natal de l'autor. Al 7 de setembre de 1840 va prendre possessió d'una de les places de tiple segon ubicada a la Capella Reial de la ciutat de Madrid, això va succeir amb la primerenca edat de vint-i-tres anys. Aquest càrrec el va poder mantenir fins al setembre de l'any 1868 quan es van produir els fets polítics que van desenvolupar amb el destronament i exili de la reina Isabel II a la ciutat de París.